# Галлі (Вісконсин)
Галлі (англ. Hallie) — місто (англ. town) в США, в окрузі Чиппева штату Вісконсин. Населення — 153 особи (2020).

## Демографія
Згідно з переписом 2010 року, у місті мешкала 161 особа в 60 домогосподарствах у складі 46 родин. Було 63 помешкання
Расовий склад населення:
| - 94,4 % — білих - 2,5 % — корінних американців - 2,5 % — азіатів |

До двох чи більше рас належало 0,0 %. Частка іспаномовних становила 3,1 % від усіх жителів.
За віковим діапазоном населення розподілялося таким чином: 22,4 % — особи молодші 18 років, 63,9 % — особи у віці 18—64 років, 13,7 % — особи у віці 65 років та старші. Медіана віку мешканця становила 47,5 року. На 100 осіб жіночої статі у місті припадало 98,8 чоловіків;  на 100 жінок у віці від 18 років та старших — 98,4 чоловіків також старших 18 років.
Середній дохід на одне домашнє господарство  становив 84 676 доларів США (медіана — 51 875), а середній дохід на одну сім'ю — 90 582 долари (медіана — 63 750). Медіана доходів становила 42 143 долари для чоловіків та 31 250 доларів для жінок. За межею бідності перебувало 12,5 % осіб, у тому числі 29,5 % дітей у віці до 18 років та 5,7 % осіб у віці 65 років та старших.
Цивільне працевлаштоване населення становило 105 осіб. Основні галузі зайнятості: роздрібна торгівля — 29,5 %, виробництво — 18,1 %, сільське господарство, лісництво, риболовля — 16,2 %, освіта, охорона здоров'я та соціальна допомога — 15,2 %.